# Oryzopsis miliacea
Oryzopsis miliacea là một loài thực vật có hoa trong họ Hòa thảo. Loài này được (L.) Asch. & Schweinf. mô tả khoa học đầu tiên năm 1887.